# Sisyrophanus ogilviei
Sisyrophanus ogilviei är en tvåvingeart som beskrevs av Hesse 1938. Sisyrophanus ogilviei ingår i släktet Sisyrophanus och familjen svävflugor.
Artens utbredningsområde är Zimbabwe. Inga underarter finns listade i Catalogue of Life.